# Antero Vipunen

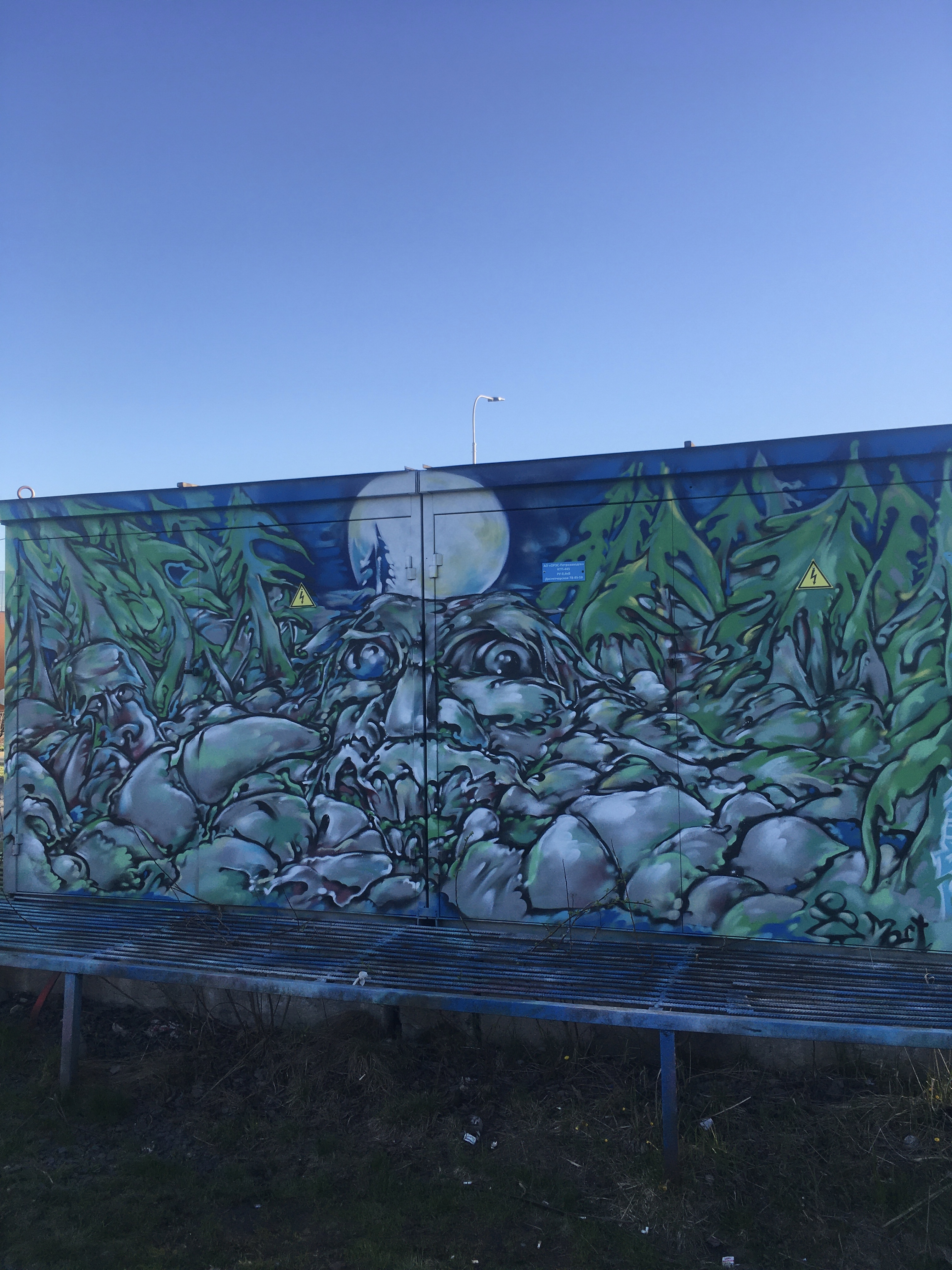
Graffiti représentant Antero Vipunen

Antero Vipunen est un géant de la mythologie finnoise qui apparaît dans le chant XVII de l'épopée nationale finlandaise le Kalevala. Il est réputé pour son grand savoir magique.
Dans le chant XVI, le héros Väinämöinen se construit une barque en se servant d'incantations magiques, mais il lui manque trois mots pour terminer la construction. Il décide d'aller à Tuonela, le monde des morts, pour chercher les mots, mais en vain.
Dans le chant XVII, un berger lui conseille de trouver les formules chez Antero Vipunen. Toutefois, le forgeron Ilmarinen lui dit que le géant est mort. Väinämöinen trouve le géant enfoui sous terre. À l'aide de son épée, il abat les arbres qui ont poussé au-dessus du géant, et le réveille en transperçant le sol de son épée dans sa bouche. Il est ensuite avalé par Antero Vipunen. Incapable de sortir, Väinämöinen lacère et brûle l'intérieur du géant. Celui-ci se met à se lamenter, à insulter, et à supplier. Il finit par céder au héros en lui récitant toutes les incantations qu'il connaît, et ce pendant plusieurs jours, avant de le régurgiter. Väinämöinen rentre chez lui et peut donc terminer sa barque.